# Homalopoma micans
Homalopoma micans là một loài ốc biển nước sâu cỡ nhỏ có nắp vôi hóa, là động vật thân mềm chân bụng sống ở biển trong họ Colloniidae.

## Phân bố
Loài này thường gặp ở New Zealand.